# Hotel

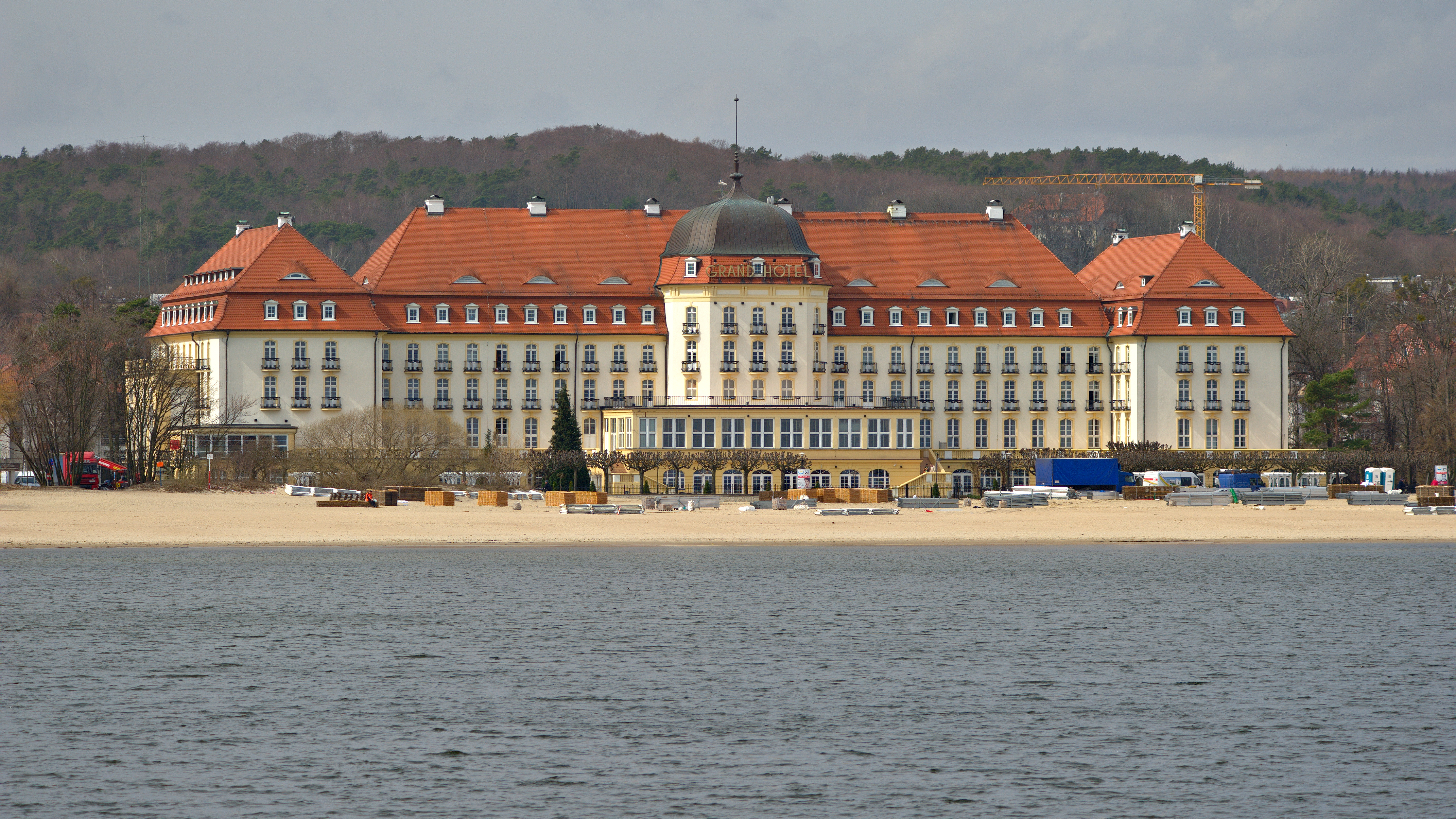
Grand Hotel w Sopocie

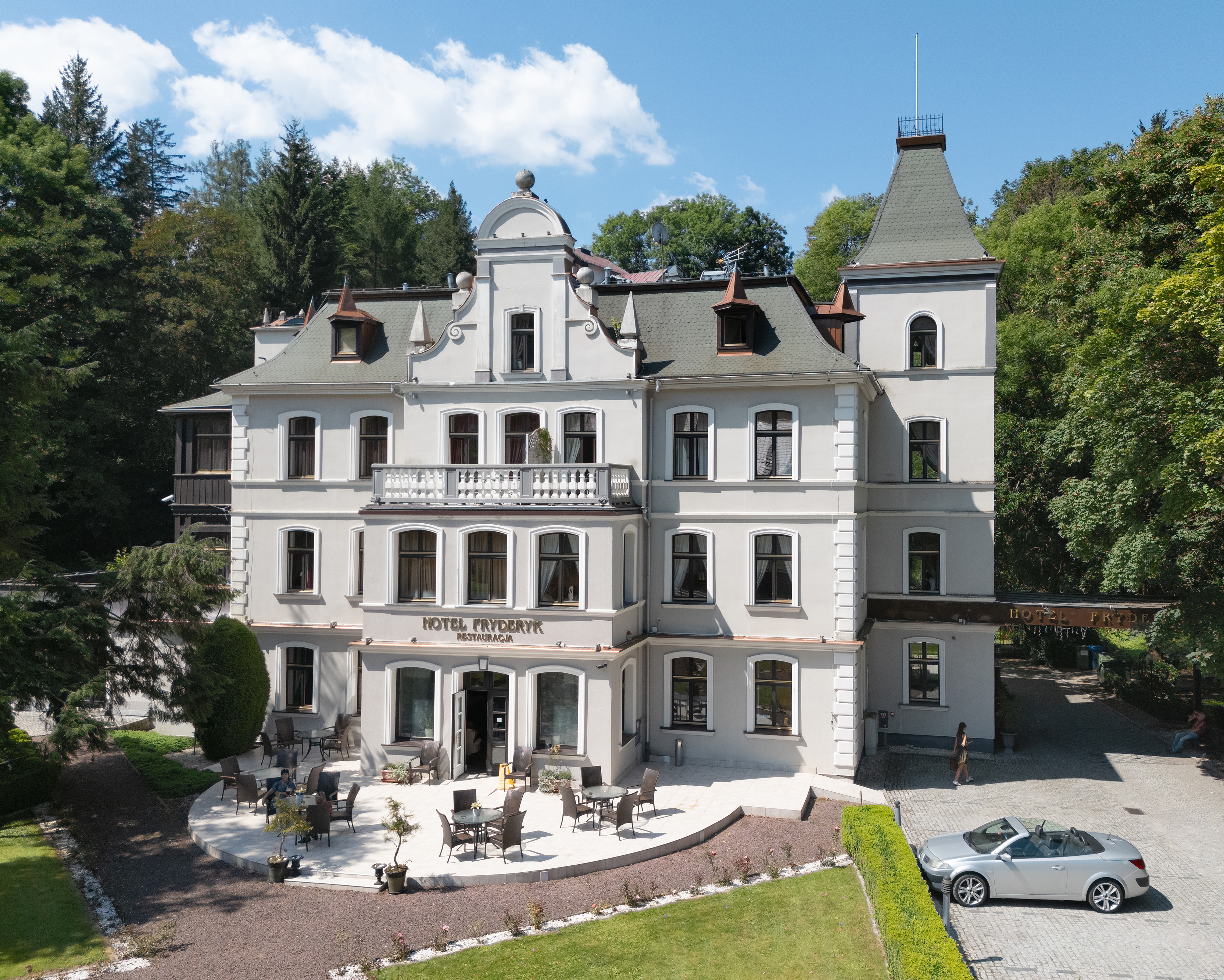
Zabytkowy Hotel Fryderyk w Dusznikach-Zdroju

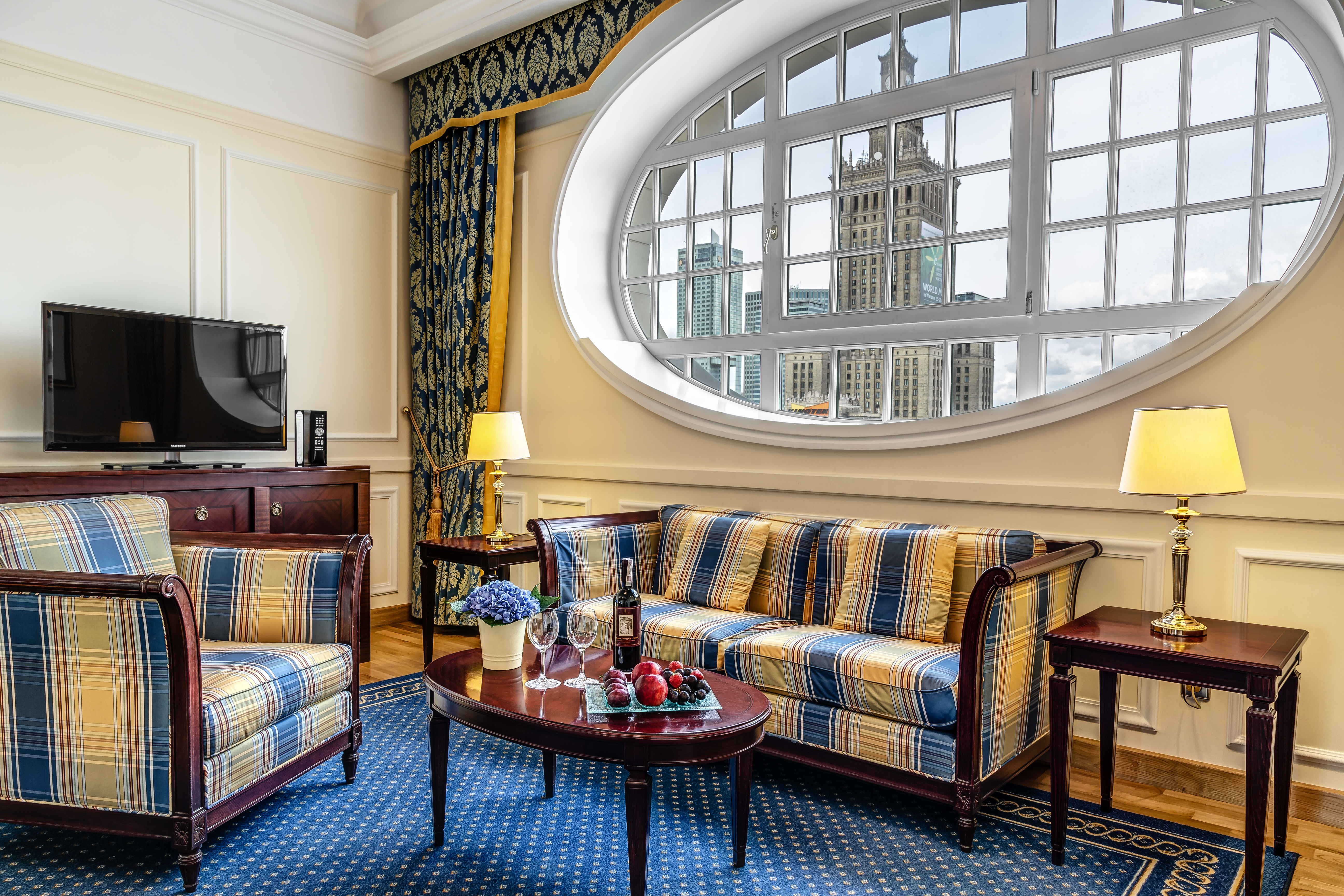
Apartament w hotelu Polonia Palace w Warszawie

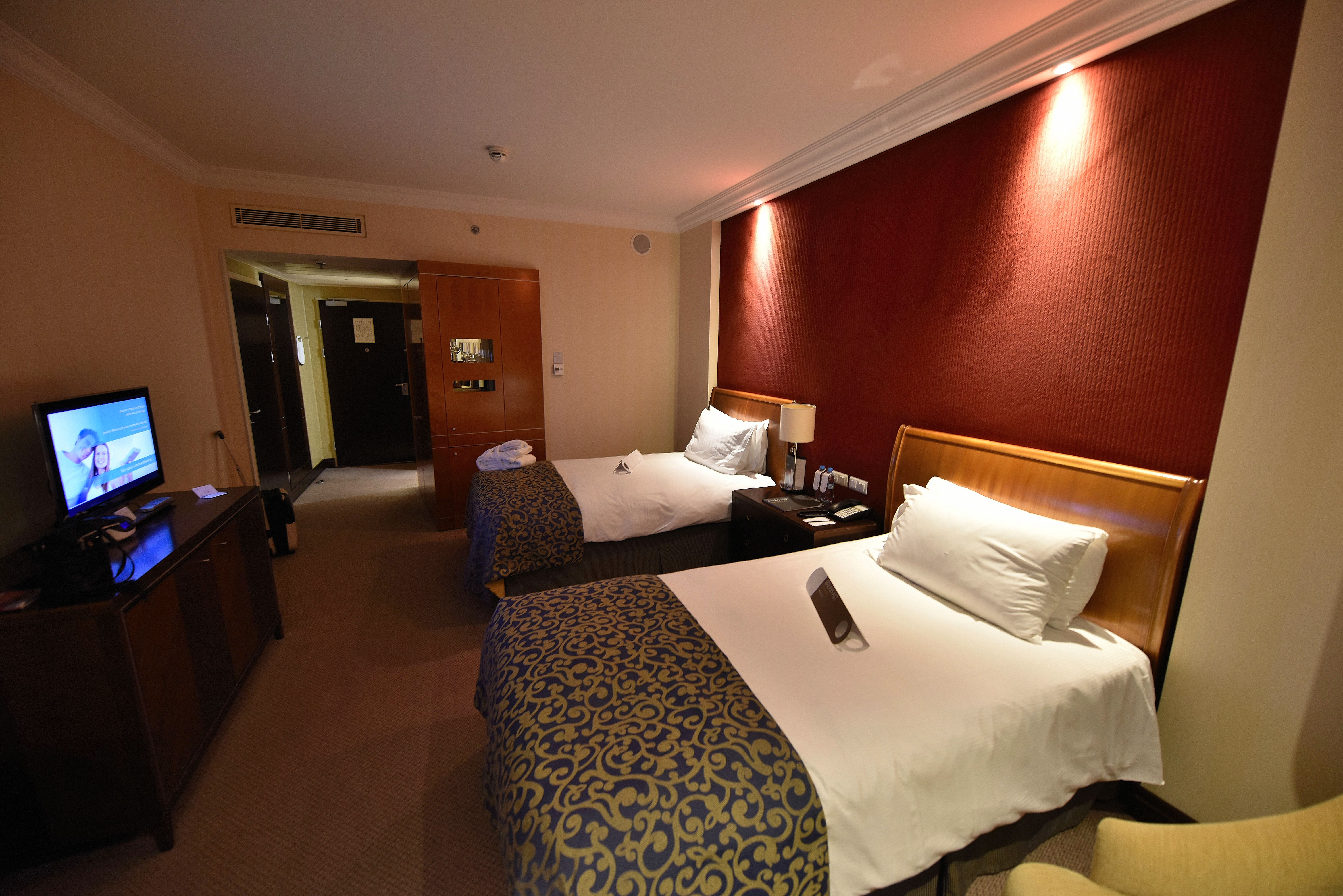
Pokój w hotelu InterContinental Warszawa

Hotel – obiekt wchodzący w skład infrastruktury turystycznej, w którym świadczone są odpłatnie usługi noclegowe (przede wszystkim krótkookresowe).
W myśl polskich standardów, hotele muszą dysponować liczbą co najmniej 10 pokoi, w większości jedno- i dwuosobowych. Jednocześnie powinny oferować szeroki zakres usług związanych z pobytem turystów.
Termin „hotel” (obiekt hotelowy) bywa często mylony z szerszym pojęciem – „obiekt hotelarski”. Ponieważ w branży HoReCa w niektórych krajach nazwy obiektów i odpowiadający im standard usług są definiowane w prawie, w celu ominięcia wymagań związanych z takimi definicjami, stosowane są nazwy bliskoznaczne lub neologizmy (np. w języku polskim „gościniec”, „zajazd”, „HOTELik”, „otel”, „hotelux”, „wotel”).

## Historia
Najstarszym na świecie działającym nieprzerwanie hotelem jest Hōshi w Japonii. Założony został w 718 roku i jest także najstarszą na świecie firmą.

## Standardy hoteli
Ze względu na wiele czynników (m.in. standard usług, lokalizację czy wyposażenie), hotelom przyznawane są kategorie (tzw. „gwiazdki”). Duże sieci czy konsorcja hotelowe, w oparciu o kategorie hotelowe, rozgraniczają marki swoich obiektów.
Jednym z kryteriów kategoryzacji obiektów noclegowych jest zakres usług. Na tej podstawie można wyróżnić następujące hotele:
- turystyczne (ekonomiczne),
- średniej klasy,
- luksusowe.

### Hotele turystyczne
Dominującą zasadą funkcjonowania tych obiektów jest zaspokajanie podstawowych potrzeb gości, tj. zapewnienie czystych, wygodnych i tanich miejsc noclegowych. Kierują swoją ofertę przede wszystkim do osób szukających tańszego noclegu w pokoju o standardzie gwarantującym wygodny pobyt, ale bez zbędnych luksusów. Dział gastronomii ograniczony jest zwykle do oferowania śniadań.

### Hotele średniej klasy
Zakres usług jest bardziej rozbudowany niż w hotelach turystycznych. Oferta skierowana jest przede wszystkim do osób podróżujących służbowo, jak również dla turystów i rodzin z dziećmi. Dla gości dostępna jest pełna obsługa gastronomiczna w restauracjach i barach. Wyposażenie standardowego pokoju na ogół składa się z podwójnego łóżka, biurka, toaletki, zestawu szafek i krzeseł lub foteli. W każdym pokoju jest łazienka z pełnym węzłem sanitarnym. Hotele w tym segmencie wyposażone są zwykle w zespół sal wielofunkcyjnych do organizacji konferencji, bankietów i innych imprez okolicznościowych. Z zasady oferowane są podstawowe usługi rekreacji lub odnowy biologicznej.

### Hotele luksusowe
Hotele tej klasy wyróżniają się największym zakresem programu obsługowego, a także bogactwem usług podstawowych, dodatkowych i uzupełniających, świadczonych na rzecz klientów. W recepcji można skorzystać z usług konsjerża, który wykonuje zlecenia gości, celem ułatwienia im pobytu w hotelu i mieście. Oferta usługowa skierowana jest do grupy zamożnych klientów. Pokoje są większe i bogaciej wyposażone niż w hotelach klasy średniej. Dostępne są urządzone z przepychem apartamenty. Zespół sal wielofunkcyjnych umożliwia organizację wystawnych konferencji, bankietów i innych imprez okolicznościowych. Dla gości dostępny jest bogaty program usług rekreacji i odnowy biologicznej.

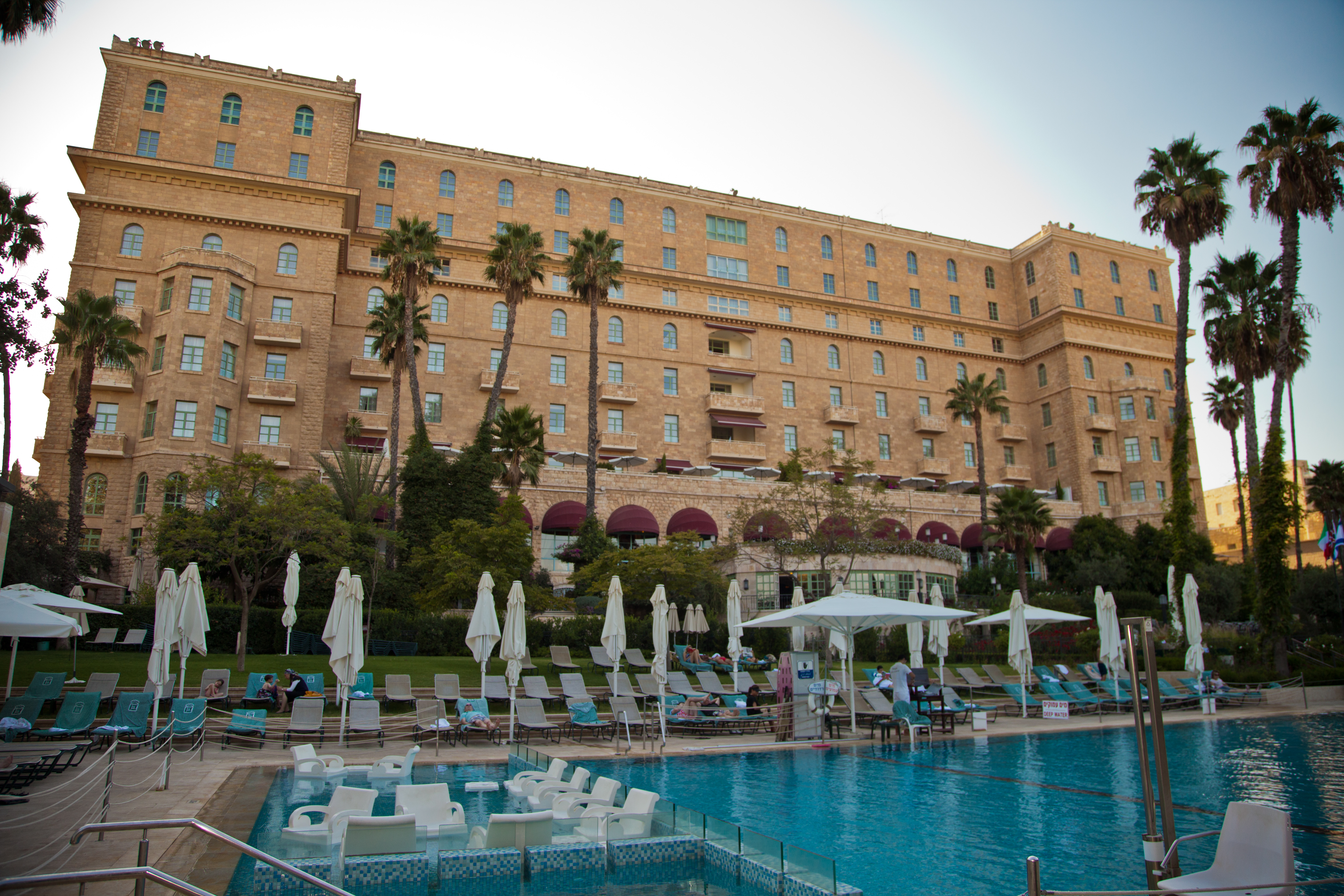
Hotel wypoczynkowy King David Hotel w Izraelu

Innym kryterium podziału hoteli może być ich przeznaczenie determinowane lokalizacją i zakresem programu obsługowego:
- hotele miejskie (biznesowe) – zlokalizowane w centrach dużych i średnich miast, odwiedzane zwykle przez osoby podróżujące służbowo, wyposażone w szybkie łącza internetowe, kanały telewizji satelitarnej, sale konferencyjne i szkoleniowe, restauracje i bary, proste centrum rekreacji lub odnowy biologicznej,
- hotele tranzytowe – zlokalizowane przy drogach tranzytowych (mają udogodnienia dla zmotoryzowanych), dworcach lotniczych lub kolejowych, dają możliwość wykupienia pokoi „na godziny”,
- hotele kongresowe (zespoły hotelowo-konferencyjne) – zlokalizowane w dużych miastach i działające zgodnie ze swym programem obsługowym na organizację kongresów i dużych konferencji, posiadają skalowalne sale wielofunkcyjne wyposażone w sprzęt audiowizualny, zaplecze gastronomiczne przygotowane na obsługę dużej ilości osób, pokoje o wysokim standardzie, nowoczesną infrastrukturę telekomunikacyjną i zaplecze rekreacyjne lub odnowy biologicznej. Hotele tego typu podzielić można na dwie podkategorie[5]
  - kongresowe – liczące ponad 200 miejsc, posiadające sale kongresowe, wyspecjalizowane w spotkaniach korporacyjnych, międzynarodowych konferencjach itp. W Polsce działa ponad 100 hoteli typowo kongresowych.
  - szkoleniowe – mniejsze, posiadające jedynie salki na małe szkolenia warsztatowe. W tej grupie dużą grupę stanowią zamknięte ośrodki szkoleniowe, niedostępne dla osób prywatnych. Niektóre wynajmuje się tylko w całości – na wyłączność dla danej grupy szkoleniowej. Niektóre, choć są luksusowe, nie uzyskały formalnej kategoryzacji gwiazdkowej (nie ubiegały się o to). Łącznie tego typu obiektów jest w Polsce ok. 500.
- hotele wypoczynkowe (turystyczne) – zlokalizowane w miejscowościach o wysokich walorach turystycznych, przygotowane na obsługę grup turystycznych oraz turystów indywidualnych, świadczą pakiety usług z zakresu rekreacji i odnowy biologicznej, posiadają wypożyczalnie sprzętu sportowego itp.,
- hotele uzdrowiskowe (Spa) – zlokalizowane w miejscowościach o wysokich walorach turystycznych, często w pobliżu miejsc występowania wód mineralnych, w rejonach o korzystnych właściwościach mikroklimatu, nad morzem itp.; posiadają rozbudowane zaplecze pobytowe, centrum rekreacji i odnowy biologicznej, gdzie goście mogą skorzystać z szerokiego pakietu usług oferowanych przez wysoko wykwalifikowany personel,
- hotele apartamentowe (aparthotele) – zlokalizowane w miastach lub w atrakcyjnych kierunkach turystycznych, często mają formę apartamentowca z wynajmowanymi mieszkaniami, jednostki mieszkalne o dużej powierzchni są wyposażone w zaplecze kuchenne, zwykle brak jest ogólnodostępnej restauracji, a liczba personelu obsługowego jest znacznie ograniczona, posiadają atrakcyjną ofertę na dłuższe pobyty.

## Kategoryzacja hoteli w Polsce
Decyzję o zaszeregowaniu hotelu do odpowiedniej kategorii wydaje Marszałek Województwa (art. 38 ustawy o usługach hotelarskich oraz usługach pilotów wycieczek i przewodników turystycznych). Kontrolę spełniania odpowiednich standardów odnośnie do infrastruktury i programu obsługowego przez hotel Marszałek Województwa powierza komisji składającej się z jego przedstawicieli, specjalistów z zakresu hotelarstwa oraz przedstawicieli innych służb (m.in. Państwowej Straży Pożarnej czy Państwowej Inspekcji Sanitarnej).

## Galeria

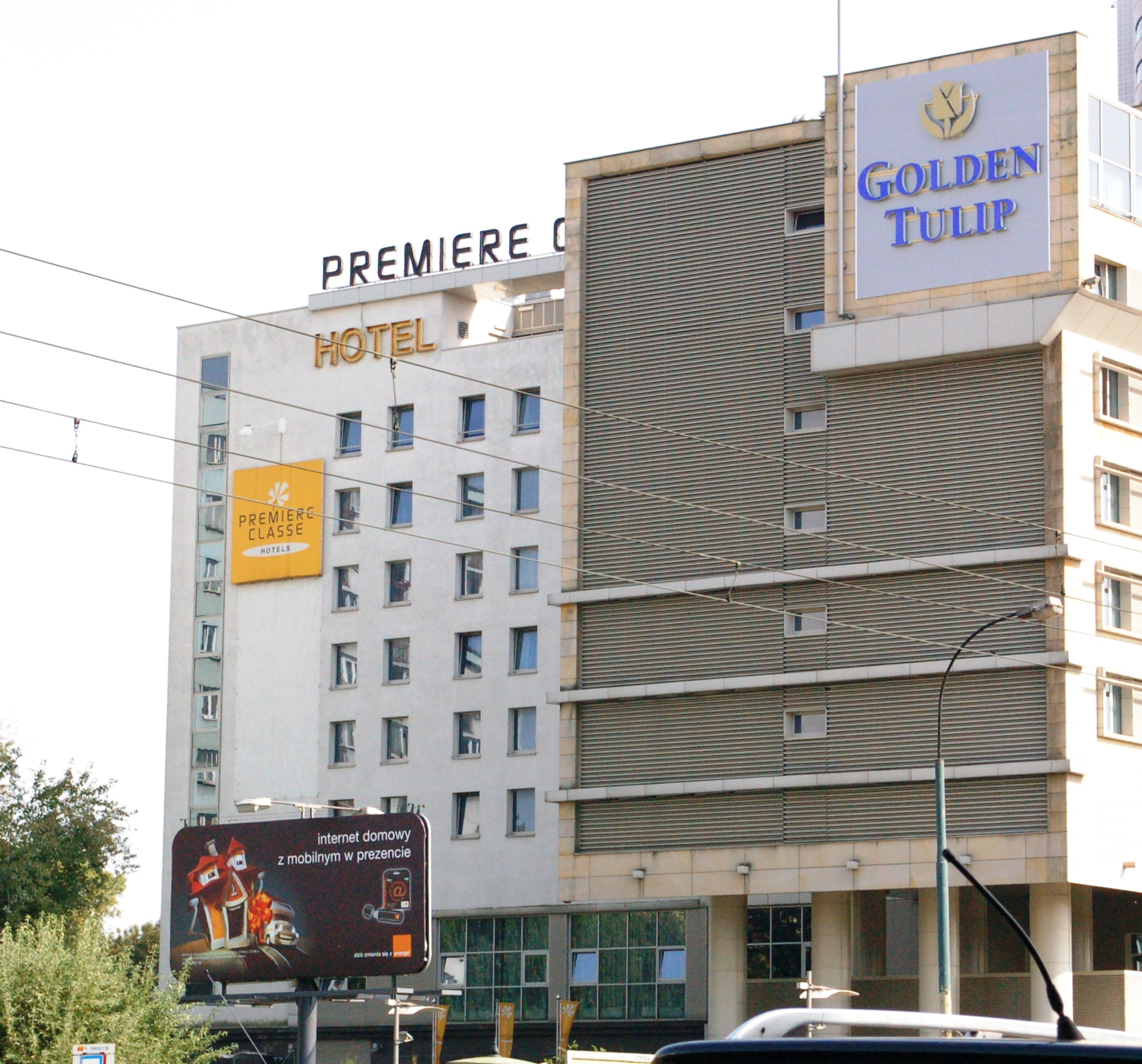
1-gwiazdkowy Hotel Premiere Classe i 4-gwiazdkowy Golden Tulip w Warszawie
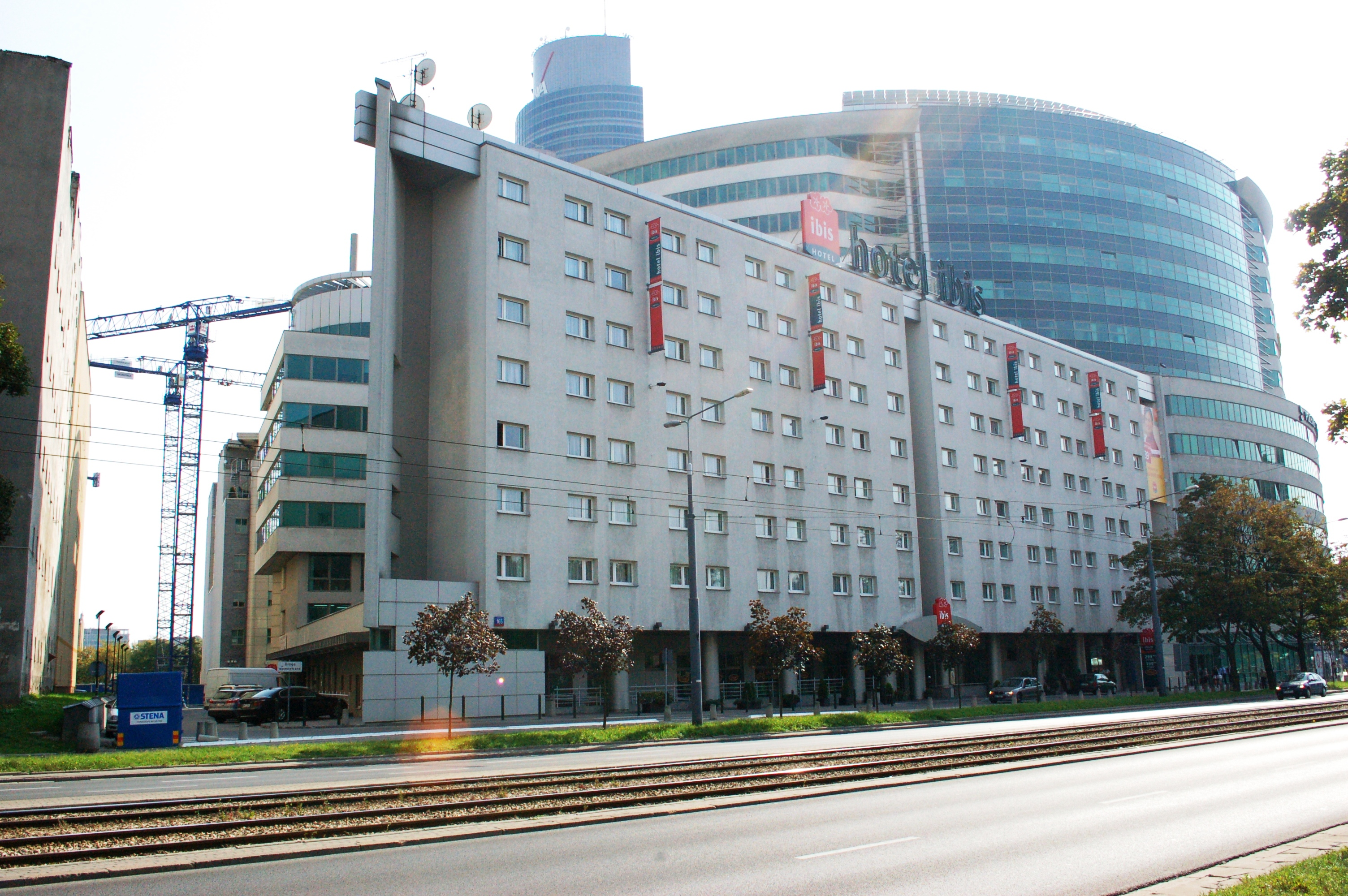
2-gwiazdkowy Hotel IBIS w Warszawie
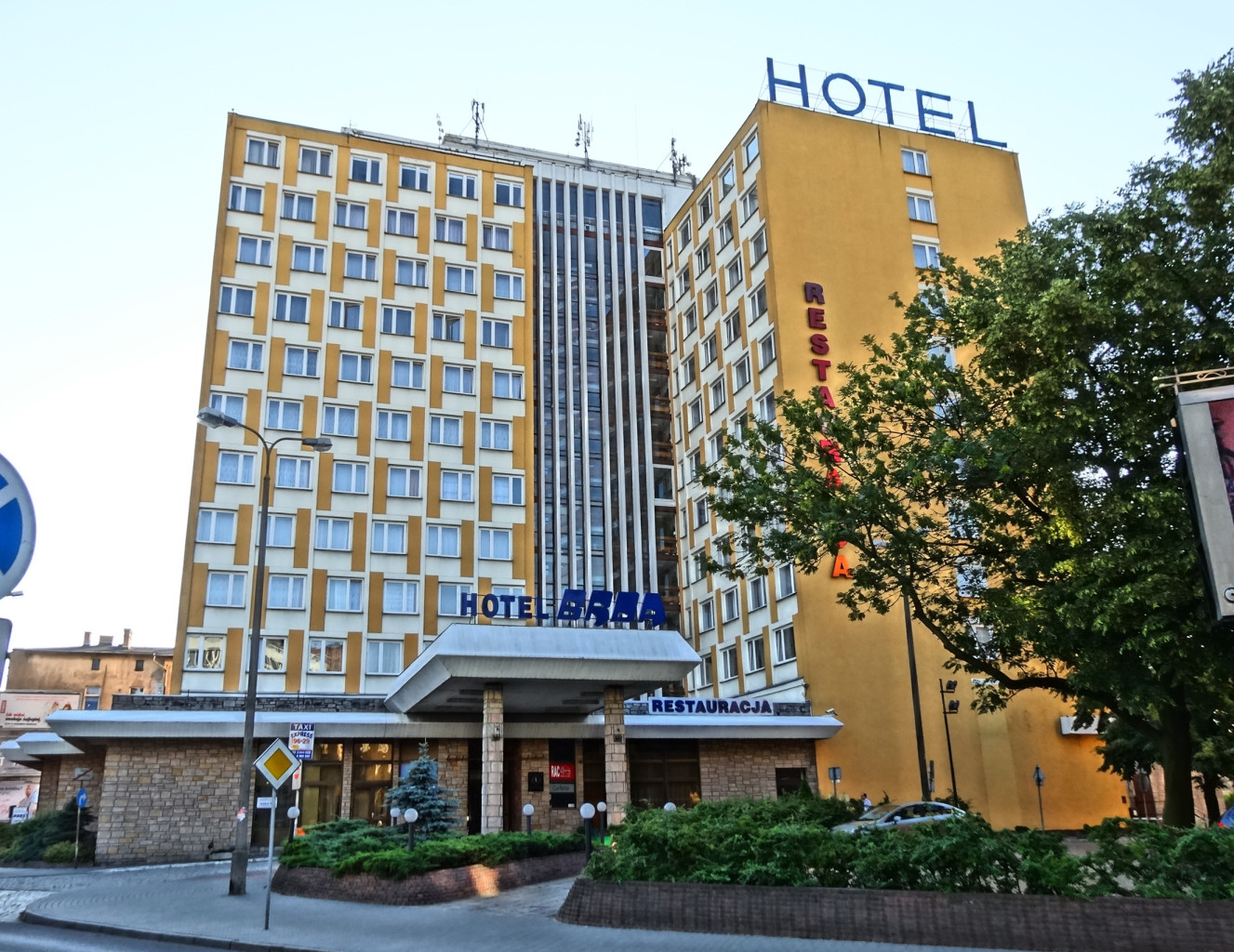
3-gwiazdkowy Hotel Brda w Bydgoszczy
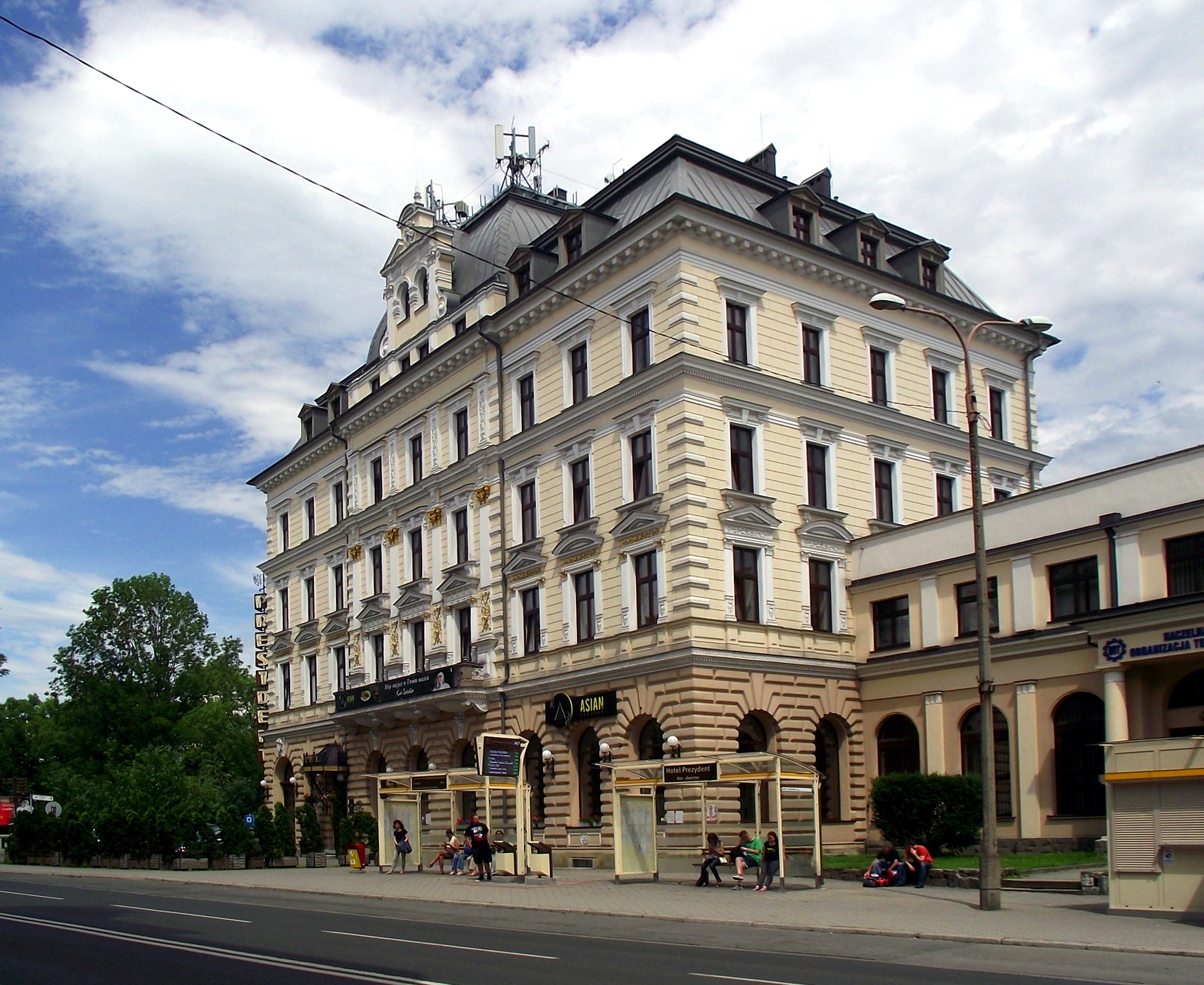
4-gwiazdkowy Hotel President w Bielsku-Białej
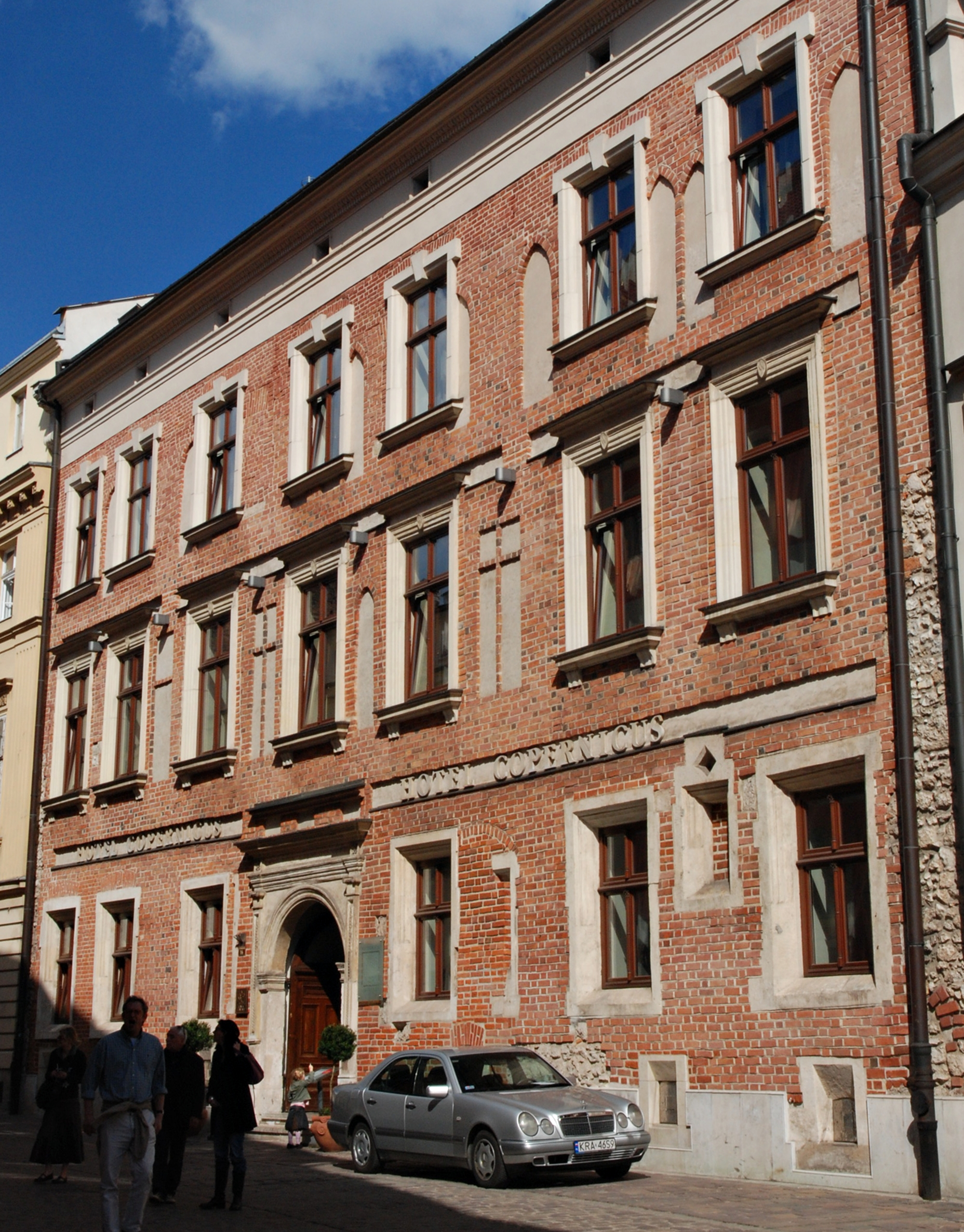
5-gwiazdkowy Hotel Copernicus w Krakowie
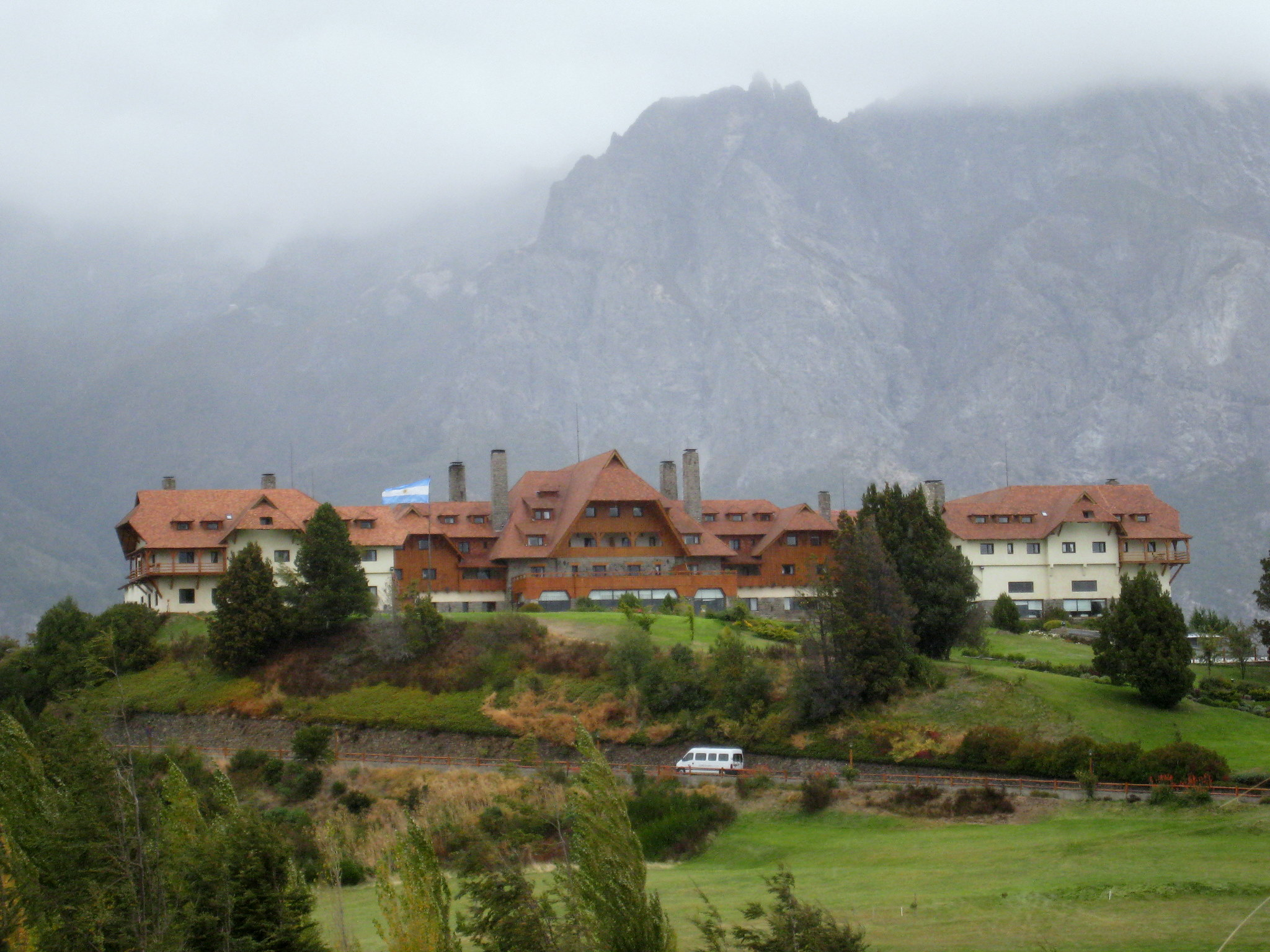
Hotel Llao Llao w Bariloche (Argentyna)

## Najbardziej luksusowe hotele na świecie
Przykładami najbardziej luksusowych hoteli na świecie są Burdż al-Arab w Dubaju oraz Hotel Emirates Palace w Abu Zabi (Zjednoczone Emiraty Arabskie), które swoim gościom oferują olbrzymie, kilkusetmetrowe i kilkupiętrowe apartamenty z pozłacanymi elementami wnętrz, ze złotymi klamkami, płatkami złota na pożywieniu, osobistego kamerdynera i kucharza, pokojową i zespół ochroniarzy. Koszt pobytu przez jedną dobę w apartamencie tego hotelu dochodzi do kilkudziesięciu tysięcy euro od osoby. Podobnie nowo otwarty Hotel Ritz-Carlton Moscow w Moskwie wybudowany na terenie dawnego Hotelu Intourist.